# Finestrat
Finestrat és una població del País Valencià situada a la comarca de la Marina Baixa que fita amb Benidorm, la Vila Joiosa, Orxeta, Sella, Benimantell i la Nucia.

## Història
Recents excavacions han deixat al descobert deixalles d'un nucli industrial romà; l'origen de l'actual població és una alqueria musulmana conquerida per Jaume I i donada, amb les seues terres i els seus immobles, a Ponç Ferrer en 1249. En 1280 Pere III atorga carta pobla en la persona d'Ibànyez d'Oriola. Com tantes altres poblacions de la comarca es va veure involucrada en les sublevacions del cabdill Al-Azraq i posteiorment va veure's afectada per les incursions dels pirates barbarescs, la qual cosa obligà a aixecar diverses torres de guaita i defensa. Després d'haver pertangut a Bernat de Sarrià, el 1322 fou entregada a l'infant Pere.
La vila i el seu terme tingueren diversos senyors, entre ells el comte d'Anna, titular el 1609, quan la vila es va veure gairebé totalment despoblada després de l'expulsió dels moriscos.

## Demografia i economia
El predomini de l'economia camperola ha estat tradicional fins a mitjan segle xx en què el turisme ha vingut a revitalitzar la comarca. Després de sofrir una important sagnia demogràfica a començaments del segle xx, la seua població es trobava estabilitzada. El 1994 hi havia 1.424 finestratins i en tan sols 9 anys (2003), la població s'havia duplicat (2.858 habitants) mentre que en 25 anys (2019) s'ha sextuplicat 6.715. El complex d'oci Terra Mítica ocupa part dels 42,5 km² del municipi.

## Geografia

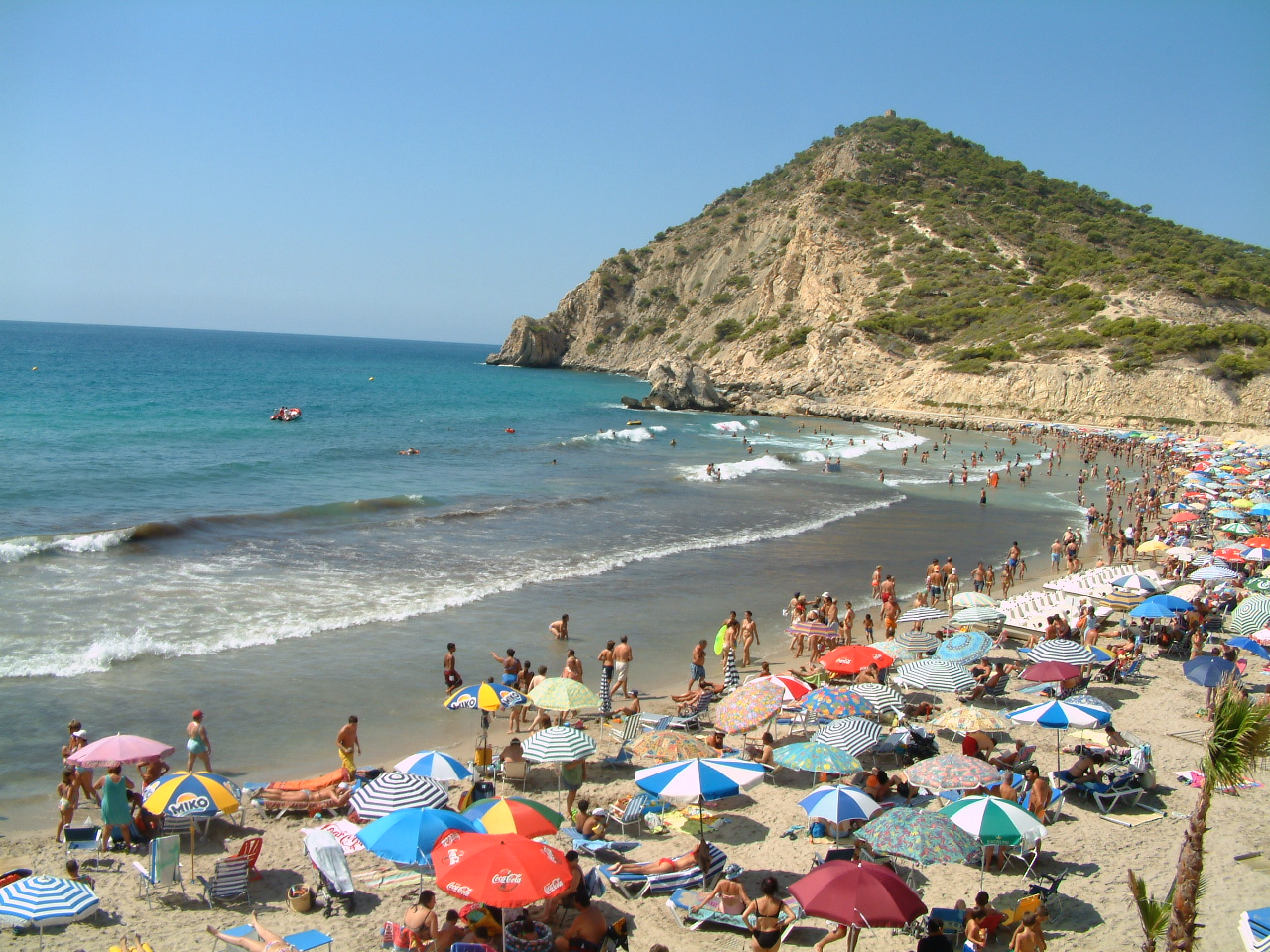
La Cala de Finestrat

En Finestrat passem dels 0 metres sobre el nivell del mar de la platja de La Cala als 1.410 del mític Puigcampana, emblema de la vila i un dels cims més estimats pels muntanyers del País i que, juntament amb la serra de la Cortina i la d'Orxeta, fa de límit del terme municipal. L'orografia escarpada dona lloc a una xarxa de rutes que inclouen des de la pujada al Puigcampana, per a gent experimentada, fins a la passejada al voltant del seu perímetre, també els muntanyers i els ciclistes hi trobaran bons paratges per practicar els seus esports.
El clima és mediterrani, amb una temperatura mitjana anual de 16,9 °C al nucli urbà, i 481 mm de precipitacions, que presenten una forta davallada estival.

## Edificis d'interès
La fesomia del nucli urbà, amb carrers estrets i costeruts, cases blanques i façanes tradicionals es veu rematada per Les Penyes, conjunt de cases penjades i el Mirador del Castell, en el subsòl del qual podrien romandre les restes del primitiu castell moro, amb magnífiques vistes sobre la costa. Del patrimoni arquitectònic, cal destacar:
- L'església de Sant Bartomeu. Barroca amb elements neoclàssics, data en 1751.
- Ermita del Crist del Remei. Aixecada en 1925, amb elements modernistes, sobre una d'anterior, possiblement dels temps de la conquesta.
- La Torre. Recinte fortificat almohade, del segle xii.
- La Font del Molí. La més important de les diverses fonts del terme, compta amb dos aqüeductes, un d'ells subterrani, que recollia les aigües del brollador i l'altre, l'Aqüeducte del Molí, de què es conserven dos trams, que s'encarregava de distribuir l'aigua pels diversos molins del terme, alguns dels quals conserven elements integrats en edificacions més recents.
- El Castellet. Restes d'una torre guaita, gairebé desapareguda.
- La Casa de la Font de Carré. On està aprovada la instal·lació d'un museu etnològic.

## Gastronomia
La dieta finestratina, purament mediterrània, inclou els elements propis de la terra: peix, verdures i hortalisses amb què s'elaboren plats com ara l'arròs amb fesols i naps, la coca girada, la coca boba, la pebrera tallada i les tarongetes.

## Política i govern

### Composició de la Corporació Municipal
El Ple de l'Ajuntament està format per 13 regidors. En les eleccions municipals de 26 de maig de 2019 foren elegits 10 regidors del Partit Popular (PP) i 3 del Partit Socialista del País Valencià (PSPV-PSOE).
| Eleccions municipals de 26 de maig de 2019 - Finestrat                                                                         |                                          |                                     |                                     |        |          |          |
| Candidatura | Candidatura                              | Candidatura                         | Cap de llista                       | Vots   | Vots     | Regidors |
| | Partit Popular                           |                                     | Juan Francisco Pérez Llorca         | 1.576  | 64,25%   | 10 (+2)  |
| | Partit Socialista del País Valencià-PSOE |                                     | José Alfonso Llorca Llorca          | 620    | 25,28%   | 3 (-1)   |
| | Altres candidatures                      |                                     |                                     | 237    | 9,66%    | 0 ( -1)  |
| | Vots en blanc                            |                                     |                                     | 20     | 0,82%    |          |
| Total vots vàlids i regidors                                                                                                   | Total vots vàlids i regidors             | Total vots vàlids i regidors        | Total vots vàlids i regidors        | 2.453  | 100 %    | 13       |
| | Vots nuls                                | Vots nuls                           | Vots nuls                           | 27     | 1,09%    |          |
| Participació (vots vàlids més nuls)                                                                                            | Participació (vots vàlids més nuls)      | Participació (vots vàlids més nuls) | Participació (vots vàlids més nuls) | 2.480  | 56,61%** |          |
| Abstenció | Abstenció                                | Abstenció                           | Abstenció                           | 1.901* | 43,39%** |          |
| Total cens electoral | Total cens electoral                     | Total cens electoral                | Total cens electoral                | 4.381* | 100 %**  |          |
| Alcalde: Juan Francisco Pérez Llorca (PP) (15/06/2019) Per majoria absoluta dels vots dels regidors (10 vots de PP)            |                                          |                                     |                                     |        |          |          |
| Fonts: JEC, JEZ Alacant, M. Interior, Periòdic Ara. (* No són vots sinó electors. ** Percentatge respecte del cens electoral.) |                                          |                                     |                                     |        |          |          |

### Alcaldes
Des de 2015 l'alcalde de Finestrat és Juan Francisco Pérez Llorca del Partit Popular.
| Període                       | Alcalde o alcaldessa        | Partit polític | Data de possessió | Observacions |
| ----------------------------- | --------------------------- | -------------- | ----------------- | ------------ |
| 1979–1983                     | Manuel Climent Llinares     | PSPV-PSOE      | 19/04/1979        | --           |
| 1983–1987                     | José Miguel Llorca Llinares | PSPV-PSOE      | 28/05/1983        | --           |
| 1987–1991                     | José Miguel Llorca Llinares | PSPV-PSOE      | 30/06/1987        | --           |
| 1991–1995                     | José Miguel Llorca Llinares | PSPV-PSOE      | 15/06/1991        | --           |
| 1995–1999                     | José Miguel Llorca Llinares | PSPV-PSOE      | 17/06/1995        | --           |
| 1999–2003                     | José Miguel Llorca Llinares | PSPV-PSOE      | 03/07/1999        | --           |
| 2003–2007                     | José Miguel Llorca Llinares | PSPV-PSOE      | 14/06/2003        | --           |
| 2007–2011                     | Honorato Algado Martínez    | PP             | 16/06/2007        | --           |
| 2011–2015                     | Honorato Algado Martínez    | PP             | 11/06/2011        | --           |
| 2015–2019                     | Juan Francisco Pérez Llorca | PP             | 13/06/2015        | --           |
| 2019-2023                     | Juan Francisco Pérez Llorca | PP             | 15/06/2019        | --           |
| Des de 2023                   | Juan Francisco Pérez Llorca | PP             | 17/06/2023        | --           |
| Fonts: Generalitat Valenciana |                             |                |                   |              |